# سیارک ۳۳۴۶
سیارک ۳۳۴۶ (به انگلیسی: 3346 Gerla، نامگذاری:1951SD) سه هزار و سیصد و چهل و ششمین سیارک کشف شده‌است که در ۲۷ سپتامبر ۱۹۵۱ کشف شد.
قدر مطلق سیارک برابر ۱۱٫۱۰ است.